# Okup (serial telewizyjny)
Okup (ang. Ransom) – serial telewizyjny (dramat) w koprodukcji amerykańskiej stacji CBS, kanadyjskiej stacji Global, francuskiej stacji TF1 oraz niemieckiej stacji RTL. Wyprodukowany przez Entertainment One TV oraz Corus Entertainment, a twórcami są Frank Spotnitz i David Vainola.
Serial jest emitowany od 1 stycznia 2017 roku przez CBS.

W Polsce serial jest emitowany od 11 maja 2017 roku przez AXN.

## Fabuła
Serial opowiada o pracy Erica Beaumonta, który jest negocjatorem policyjnym.

## Obsada

### Główna
- Luke Roberts jako Eric Beaumont[3]
- Nazneen Contractor jako Zara Hallam[4]
- Brandon Jay McLaren jako Oliver Yates[4]
- Sarah Greene jako Maxine Carlson[4]

## Odcinki
| Sezon | Sezon | Odcinki | Oryginalna emisja CBS | Oryginalna emisja CBS | Oryginalna emisja | Oryginalna emisja | Oryginalna emisja |
| Sezon | Sezon | Odcinki | Premiera sezonu       | Finał sezonu          | Premiera sezonu   | Finał sezonu      |                   |
| ----- | ----- | ------- | --------------------- | --------------------- | ----------------- | ----------------- | ----------------- |
|       | 1     | 13      | 1 stycznia 2017       | 15 kwietnia 2017      | 11 maja 2017      | 3 sierpnia 2017   |                   |
|       | 2     | 13      | 7 kwietnia 2018       | 30 czerwca 2018       | 5 grudnia 2018.   | 6 marca 2019      |                   |
|       | 3     | 13      | 13 lutego 2019        | 25 maja 2019          | 19 czerwca 2019   | —                 |                   |

### Sezon 1 (2017)
| Nr | #  | Tytuł            | Reżyseria          | Scenariusz                    | Premiera CBS     | Premiera AXN    |
| -- | -- | ---------------- | ------------------ | ----------------------------- | ---------------- | --------------- |
| 1  | 1  | The Return       | Richard Lewis      | David Vainola, Frank Spotnitz | 1 stycznia 2017  | 11 maja 2017    |
| 2  | 2  | Grand Slam       | Jon Jones          | Sara B. Cooper                | 7 stycznia 2017  | 18 maja 2017    |
| 3  | 3  | The Box          | Erik Canuel        | Ben Harris                    | 21 stycznia 2017 | 25 maja 2017    |
| 4  | 4  | Joe              | James Genn         | Sarah Dodd                    | 28 stycznia 2017 | 1 czerwca 2017  |
| 5  | 5  | The Enemy Within | Eleanore Lindo     | Ben Schiffer                  | 4 lutego 2017    | 8 czerwca 2017  |
| 6  | 6  | Celina           | François Velle     | Ben Schiffer                  | 11 lutego 2017   | 15 czerwca 2017 |
| 7  | 7  | Regeneration     | James Genn         | David Vainola                 | 18 lutego 2017   | 22 czerwca 2017 |
| 8  | 8  | Say What You Did | Paul A. Kaufman    | David Vainola                 | 25 lutego 2017   | 29 czerwca 2017 |
| 9  | 9  | Girl on a train  | Frédéric Forestier | Rachel Anthony                | 4 marca 2017     | 6 lipca 2017    |
| 10 | 10 | The Artist       | Frédéric Forestier | Annmarie Morrais              | 11 marca 2017    | 13 lipca 2017   |
| 11 | 11 | The Castle       | François Velle     | Sarah Dodd                    | 25 marca 2017    | 20 lipca 2017   |
| 12 | 12 | Refuge           | Laurence Katrian   | Mark Greig                    | 7 kwietnia 2017  | 27 lipca 2017   |
| 13 | 13 | Bulletproof      | Laurence Katrian   | Mark Greig                    | 15 kwietnia 2017 | 3 sierpnia 2017 |

### Sezon 2 (2018)
| Nr | #  | Tytuł                   | Reżyseria         | Scenariusz                      | Premiera CBS     | Premiera AXN     |
| -- | -- | ----------------------- | ----------------- | ------------------------------- | ---------------- | ---------------- |
| 14 | 1  | Three Wishes            | James Genn        | Frank Spotnitz                  | 7 kwietnia 2018  | 5 grudnia 2018   |
| 15 | 2  | Alters                  | James Genn        | David Vainola                   | 14 kwietnia 2018 | 12 grudnia 2018  |
| 16 | 3  | Secrets and Spies       | Eleanor Lindo     | Kyle Hart                       | 21 kwietnia 2018 | 19 grudnia 2018  |
| 17 | 4  | A Free Man in Paris     | Eleanor Lindo     | Sandra Chwialkowska             | 28 kwietnia 2018 | 2 stycznia 2019  |
| 18 | 5  | Undercover              | James Genn        | Alison Bingemar, Frank Spotnitz | 5 maja 2018      | 9 stycznia 2019  |
| 19 | 6  | Legacy                  | James Genn        | Lynne Kamm                      | 12 maja 2018     | 16 stycznia 2019 |
| 20 | 7  | Anatomy of a Lost Cause | Eleanor Lindo     | Richard Zajdlic                 | 26 maja 2018     | 23 stycznia 2019 |
| 21 | 8  | The Fawn                | Eleanor Lindo     | Steve Cochrane                  | 2 czerwca 2018   | 30 stycznia 2019 |
| 22 | 9  | Hardline                | Sturla Gunnarsson | Tamara Moulin                   | 9 czerwca 2018   | 6 lutego 2019    |
| 23 | 10 | Radio Silence           | Sturla Gunnarsson | Vincent Shiao, Avrum Jacobson   | 16 czerwca 2018  | 13 lutego 2019   |
| 24 | 11 | The Client              | Sturla Gunnarsson | Vincent Shiao, Avrum Jacobson   | 23 czerwca 2018  | 20 lutego 2019   |
| 25 | 12 | Promised Land           | Bruce McDonald    | Avrum Jacobson                  | 30 czerwca 2018  | 27 lutego 2019   |
| 26 | 13 | Semaphore               | Bruce McDonald    | David Vainola                   | 30 czerwca 2018  | 6 marca 2019     |

### Sezon 3 (2019)
| Nr | #  | Tytuł                  | Reżyseria        | Scenariusz                        | Premiera CBS     | Premiera AXN    |
| -- | -- | ---------------------- | ---------------- | --------------------------------- | ---------------- | --------------- |
| 27 | 1  | Justice                | James Genn       | Frank Spotnitz                    | 16 lutego 2019   | 19 czerwca 2019 |
| 28 | 2  | Black Dolphin          | James Genn       | Sandra Chwialkowska               | 23 lutego 2019   | 26 czerwca 2019 |
| 29 | 3  | Indiscretion           | Eleanor Lindo    | Kyle Hart                         | 2 marca 2019     | 3 lipca 2019    |
| 30 | 4  | It's a Ravenzo         | Eleanor Lindo    | Steve Cochrane                    | 9 marca 2019     | 10 lipca 2019   |
| 31 | 5  | Life and Limb          | Charles Officer  | Tamara Moulin                     | 16 marca 2019    | 17 lipca 2019   |
| 32 | 6  | Stay of Execution      | Charles Officer  | Joseph Kay                        | 30 marca 2019    | 24 lipca 2019   |
| 33 | 7  | Prima                  | Paul Fox         | Aisha Porter-Christie             | 13 kwietnia 2019 | 31 lipca 2019   |
| 34 | 8  | Dark Triad             | Paul Fox         | Sandra Chwialkowska               | 20 kwietnia 2019 |                 |
| 35 | 9  | Broken Record          | Sturla Gunnarson | Roslyn Muir, David Vainola        | 27 kwietnia 2019 |                 |
| 36 | 10 | Unfit                  | Sturla Gunnarson | Faisal Lutchmedial, Tamara Moulin | 4 maja 2019      |                 |
| 37 | 11 | Truth & Reconciliation | Eleanor Lindo    | Steve Cochrane                    | 11 maja 2019     |                 |
| 38 | 12 | Playing God            | Eleanor Lindo    | Kyle Hart                         | 18 maja 2019     |                 |
| 39 | 13 | Story for Another Day  | April Mullen     | David Vainola                     | 25 maja 2019     |                 |

## Produkcja
6 czerwca 2016 stacja CBS, Global, TF1 oraz RTL zamówiły pierwszy sezon serialu, w którym główną rolę zagra Luke Roberts.
W lipcu 2016 roku ogłoszono, że Sarah Greene, Brandon Jay McLaren i Nazneen Contractor dołączyli do obsady.

 17 maja 2017 roku, stacja CBS ogłosiła anulowanie serialu po jednym sezonie. Następnie 11 października 2017 roku, stacja CBS ogłosiła jednak zamówienie drugiego sezonu.
17 lipca 2018 roku, ogłoszono przedłużenie serialu o trzeci sezon. Na początku lipca 2019, stacja CBS ogłosiła anulowanie produkcji czwartego sezonu.